# Me Libera Nega
Me Libera Nega", música de autoria de Ítalo Gonçalves da Conceição, conhecido como Mc Beijinho, que virou "hit" no carnaval de Salvador, em 2017.
A música foi cantada por Filipe Escandurras, foi o primeiro que apostou na letra da música "Me Libera Nega". Chegou a ser cantada até pelo artista baiano Caetano Velsoso.

## Prêmios
- Troféu Band Folia, Band, na categoria de melhor música,  em 2017;